# فهرست شهرهای عراق
عراق

## شهر و روستاهای مدرن

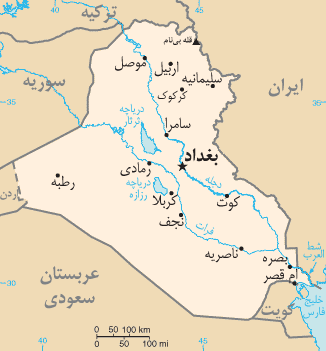
نقشه عراق

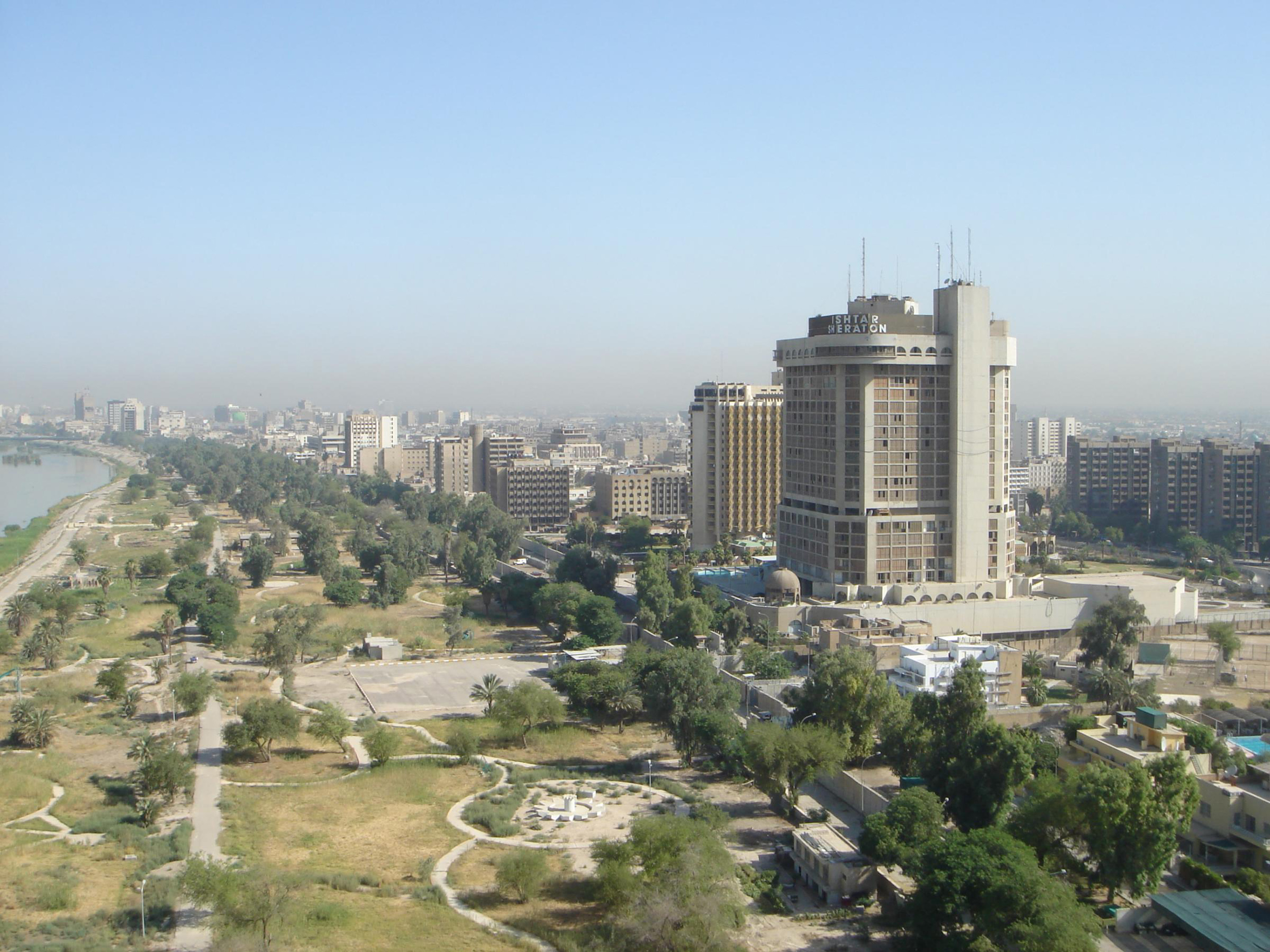
بغداد، پایتخت عراق

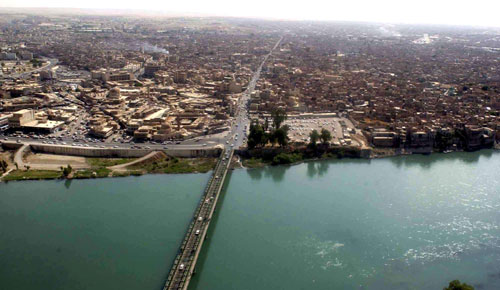
موصل

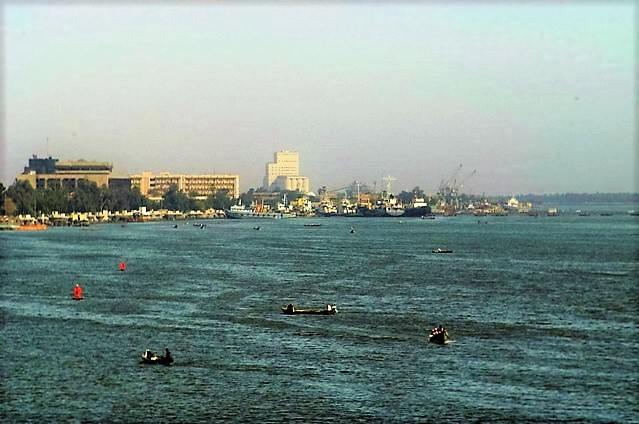
بصره

جمعیت شهرهای عراق در سال ۲۰۰۸

## شهر و روستاهای باستانی
- بغداد
- بابل (دولت‌شهر) (ܒܒܝܠ) (بابل)
- تیسفون (مدائن، المدائن)
- اریدو (إریدو)
- هترا (حضر)
- کیش (سومر) (کیش)
- لاگاش (لجش)
- نینوا (ܢܝܢܘܐ) (نینوی)
- نیپور (نیبور)
- نوزی (Nuzu)
- سومریان (سومر)
- دوره عبید (تل عبید)
- اور (أور)
- اوروک (أوروک)
- سامرا، عراق